# Хъкслиев пауроп
Хъкслиевите пауропи (Pauropus huxleyi) са вид пауроподи от семейство Pauropodidae.
Таксонът е описан за пръв път от Джон Лъбък през 1868 година.